# La grande V
La grande V è il primo extended play del gruppo musicale italiano Rumatera, pubblicato il 9 aprile 2011.

## Il disco
Il titolo fa riferimento al Veneto, regione di provenienza degli stessi Rumatera: all'interno di questo EP si trovano infatti canzoni concepite e dedicate alla regione italiana, come dimostrato dalla title track d'apertura.

## Tracce
1. La grande V (feat. Chuma Chums) – 2:51
2. Tosi come mi – 2:22
3. Vergognosa (feat. Cattive Abitudini) – 3:21
4. Mi piace la foca (feat. Gianni Drudi) – 2:52
5. Sol bareoto del mas-cio (feat. Trio Medusa, Max Troiani) – 3:23